# 肉体女優殺し 五人の犯罪者
『肉体女優殺し 五人の犯罪者』（にくたいじょゆうごろし ごにんのはんざいしゃ）は、1957年（昭和32年）製作・公開、石井輝男監督の日本の長篇劇映画である。別名『五人の犯罪者』。
なお、題名の肉体女優とは、ストリッパーのことを指す。

## 略歴・概要
モダニズムの鬼才・石井輝男の監督デビュー初年度にして、すでに6本目の監督作である。「スーパージャイアンツ」シリーズ以来の宇津井健とのタッグで、同シリーズの合間に撮影されている。脚本を中田勇と共同執筆した三輪彰は、本作以降、石井のチーフ助監督として定着した。
DVDは、テック・コミュニケーションズ（現・カラーテック）が、2002年（平成14年）1月1日に「新東宝映画傑作選」シリーズの一つとして発売したが、2010年11月30日に同シリーズが全品廃盤となった事から入手困難となっている。

## スタッフ・作品データ
- 製作 : 大蔵貢
- 企画 : 佐川滉
- 監督 : 石井輝男
- 脚本 : 中田勇 / 三輪彰
- 撮影 : 鈴木博
- 照明 : 傍士延雄
- 録音 : 竹口一雄
- 美術 : 小汲明
- 音楽 : 服部レイモンド
- スチール : 花沢正治
- 助監督 : 三輪彰
- 製作主任 : 奥原徳太郎

## キャスト
- 西村弘二 : 宇津井健
- 水町かほる : 三ツ矢歌子
- ベティ桃園 : 三原葉子
- 天野 : 天知茂
- 森元 : 御木本伸介
- ハチノキ : 小倉繁
- 関根幸次郎 : 林寛
- 若林 : 若月輝夫
- 浜野千鶴 : 北令子
- 徳島 : 大江満彦
- 森元房江 : 城実穂
- 野村 : 杉山弘太郎
- 黒井 : 館正三郎
- 港湾事務所員 : 真木裕
- 荒川運輸女事務員 : 矢代京子
- ストリッパー真澄 : 秋田真夢
- ストリッパー悦子 : 有田淳子
- ストリッパーまさみ : 秋本まさみ
- ストリッパーチャンプ : 吉田昌代
- ストリッパー明美 : 根岸香代
- ストリッパーユキ : 島伊津子
- 簡易旅館天口の女将 : 三島京子
- ホルモン焼屋の男 : 小高まさる

## ストーリー
浅草のストリップ劇場フランス座。スターストリッパーの浜野千鳥（北令子）は、ベテイ桃園（三原葉子）に拳銃で撃たれる小芝居のある舞台で、現実に射殺された。小道具を本物にすりかえられていたのだ。ベティは千鳥の夫・徳島（大江満彦）と関係があった。すりかえ犯は徳島であると断定、警察は徳島を逮捕した。
毎朝新聞記者・西村弘二（宇津井健）は、真犯人は別にいると怪しみ、取材のために徳島の実妹・水町かほる（三ツ矢歌子）に接近する。かほるは隅田川畔のアパートに住み、窓からザルのついたロープを川へ降ろし、そこを通りかかる商売舟から、毎日惣菜を買う。この水上の移動商店を西村は怪しむ。やがて、ベテイが惨殺され、ベティにつきまとう男・森元（御木本伸介）の水死体が川べりに上がる。
「関根精肉店」店主・関根（林寛）は、フランス座の役者で麻薬患者ハチノキ（小倉繁）をそそのかし、かほるを強姦しようとしていた。千鳥も麻薬常習者であったが、麻薬密輸をやっていたのはこの関根であった。拳銃を本物にすりかえたのは森元で、関根が命令したのだった。ベティと森元を殺したのも関根であった。すべてを知った西村記者は警察に通報、関根はマンホールに逃れるが、下水は時間とともに水で満たされて、溺死した。